# Atdhe Gashi (Boxer)
Omar Atdhe Gashi (* 19. Dezember 1989 in Gjakova) ist ein ehemaliger deutscher Boxer im Leichtgewicht.

## Leben
Gashi ist im Kosovo geboren und aufgewachsen, ehe er im Alter von 12 Jahren von seinem Vater nach Rosenheim geholt wurde, wo er beim ASV Happing-Rosenheim mit dem Boxsport begann. Zehn Jahre später wechselte er zum SV Motor Babelsberg und erhielt die Deutsche Staatsangehörigkeit.

## Boxkarriere
Seinen ersten Deutschen Meistertitel gewann er 2004 in der U15. Bei den Erwachsenen wurde er 2008, 2009 und 2010 Bayerischer Meister, sowie 2014 und 2016 Deutscher Meister im Leichtgewicht. 2013 und 2015 wurde er jeweils Deutscher Vizemeister im Leichtgewicht. Als Teamkapitän wurde er zudem mit SV Motor Babelsberg in der 1. Bundesliga Deutscher Mannschaftsmeister der Saison 2015/16.
Er wurde vom deutschen Verband für die Europaspiele 2015 in Baku nominiert, wo er in der Vorrunde des Leichtgewichts gegen den Türken Yasin Yılmaz ausschied.